# Карабулак (Сузакский район)
Карабулак (каз. Қарабұлақ) — село в Сузакском районе Туркестанской области Казахстана. Входит в состав Чулаккурганского сельского округа. Код КАТО — 515630500.

## Население
В 1999 году население села составляло 195 человек (107 мужчин и 88 женщин). По данным переписи 2009 года, в селе проживало 199 человек (105 мужчин и 94 женщины).